# Щурячі острови
Щурячі острови (англ. Rat Islands, алеут. Qax̂um tanangis) — група вулканічних островів у Алеутському архіпелазі. Щурячі острови знаходяться на південний захід від Аляски, між островами Булдир та Ближніми островами на захід від них, та Амчитка та Андреянівськими островами на сході.

## Зальні відомості

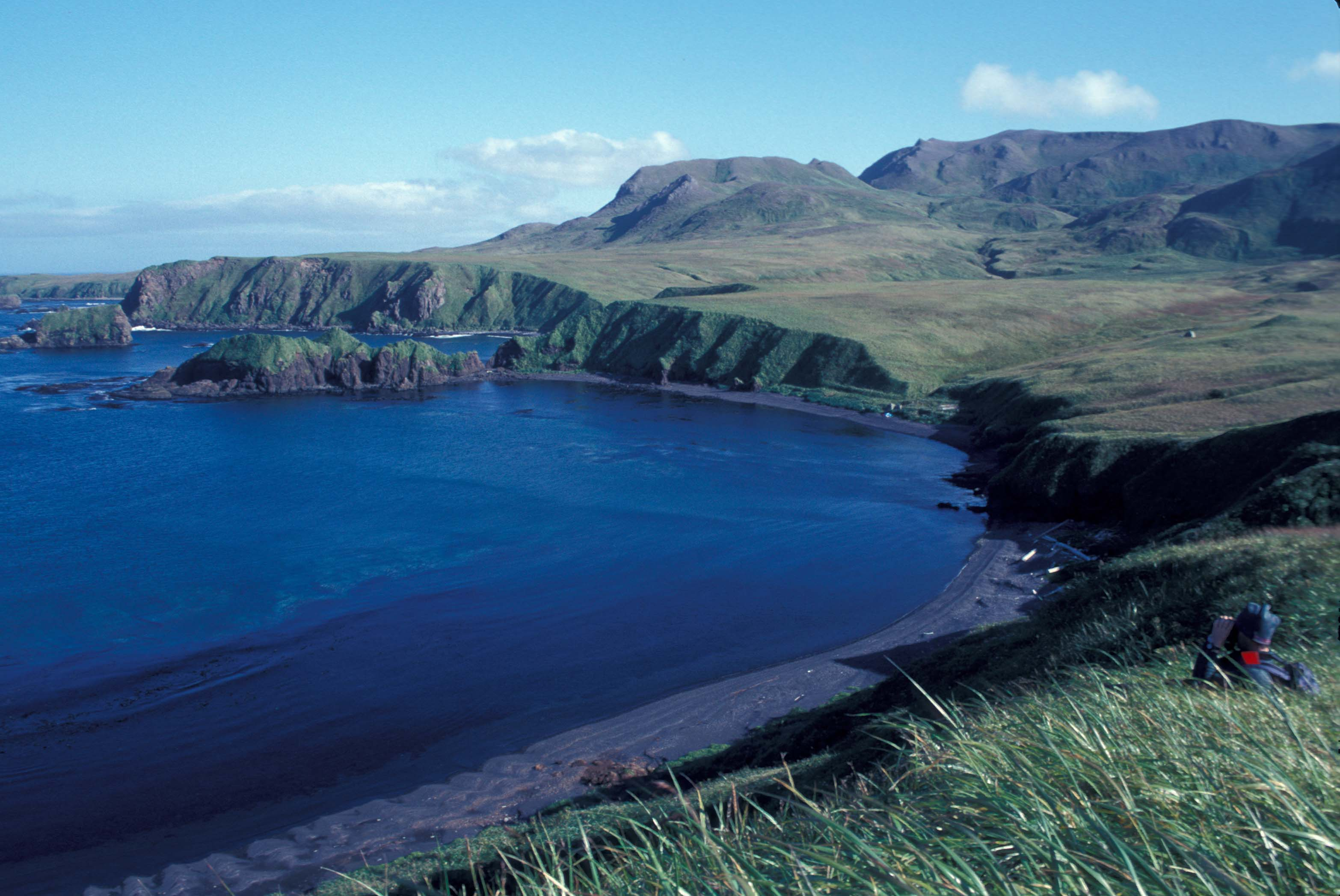
Щурячий острів

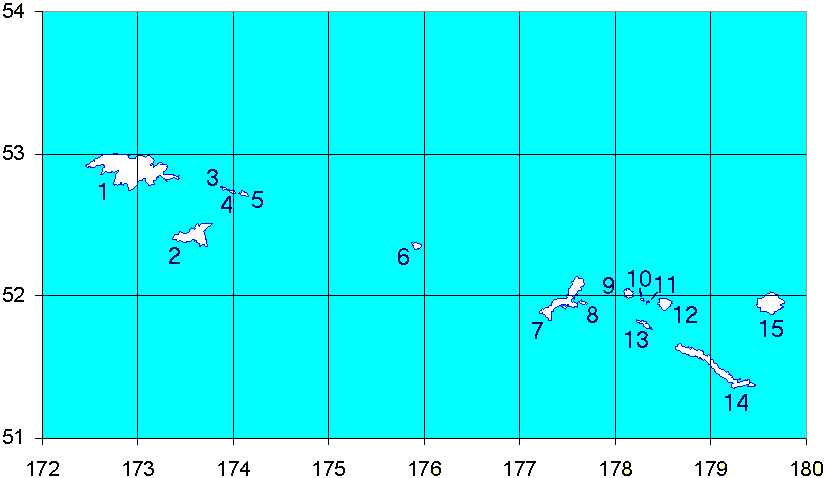
Карта західних Алеутських островів та розміщення Щурячих островів: Киска (7), Мала Киска (8), Сегула (9), Хвостова (10), острів Давидова (11), Малий Ситкін (12), Щурячий (13), Амчитка (14) та Семисопочний (15).

Найбільші острівні групи (з заходу на схід) — Киска, Мала Киска, Сегула,  Щурячий, Хвостова, Давидова, Малий Ситкін, Амчитка, Семисопочний.  Загальна площа Щурячих островів становить 934,594 км². Острови незаселені.
Острови названі Щурячими капітаном Федором Петровичем Літке 1827 року, під час відвідин Алеутських островів у ході навколосвітньої подорожі, тому що з 1780 року на острові було безліч щурів.  Станом на  2009 Щурячий острів вважається вільним від щурів..
Щурячі острови є сейсмоактивними, оскільки знаходяться на межі Тихоокеанська та Північноамериканської тектонічних плит. У 1965, тут відбувся найбільший зарєєстрований на Щурячих островах землетрус магнітудою 8,7.

## Інші посилання
- Stolzenburg, William (2012). Rat Island: Predators in Paradise and the World’s Greatest Wildlife Rescue. Bloomsbury Publishing. ISBN 9781408825174.

| Острів | Це незавершена стаття про острів, чи острови. Ви можете допомогти проєкту, виправивши або дописавши її. |